# Frederick Stevenson
Frederick Stevenson   (Newark-on-Trent, 16 de setembre de 1845 - valor desconegut) fou un compositor del Romanticisme. Estudià amb diversos professors particulars i després d'haver-se dedicat durant quinze anys a l'ensenyança a Londres es traslladà a Los Angeles (Califòrnia), sent en aquesta ciutat professor per espai de vint anys. Tornà al seu país on dirigí diverses societats corals, per tornar més tard a Los Angeles. Va compondre: Easter Eve and Morn, cantat per a cor mixt; Omnipotence, motet per a soprano, cor i orgue; melodies religioses vocals; cors; composicions per a veus amb acompanyament d'orquestra, i peces instrumentals.